# Jimmy Briand
Jimmy Briand (født 2. august 1985 i Vitry-sur-Seine, Frankrig) er en fransk fodboldspiller, der spiller som angriber i Guingamp. Han kom til klubben i 2015. Tidligere har han spillet hos Rennes FC og Olympique Lyon, samt hos Hannover 96 i Tyskland.

## Landshold
Briand står (pr. marts 2018) noteret for tre kampe for det franske landshold, som han debuterede for den 11. oktober 2008 i en VM-kvalifikationskamp mod Rumænien. 